# John Prideaux
 (juin 2013).
Si vous disposez d'ouvrages ou d'articles de référence ou si vous connaissez des sites web de qualité traitant du thème abordé ici, merci de compléter l'article en donnant les références utiles à sa vérifiabilité et en les liant à la section « Notes et références ».
John Prideaux (1718-1759) était un brigadier général dans l'armée britannique. Il est né en 1718 dans le Devon, Angleterre; le deuxième fils de Sir John Prideaux, le 6e baronnet, de Netherton Hall, près de Honiton (voir les baronnets de Prideaux). Le 17 juillet 1739, il a été nommé porte drapeau des 3e Pied-gardes. Il était adjudant de son bataillon à la bataille de Dettingen (27 juillet 1743) et il est devenu lieutenant-colonel de son régiment le 24 février 1748.

## Sources
- Prideaux, John (1718-1759), in Dictionary of National Biography, London, Smith, Elder & Co., 1885–1900